# Xã Vermillion, Quận Vermillion, Indiana
Xã Vermillion (tiếng Anh: Vermillion Township) là một xã thuộc quận Vermillion, tiểu bang Indiana, Hoa Kỳ. Năm 2010, dân số của xã này là 924 người.